# Соколов, Вениамин Дмитриевич
Вениами́н Дми́триевич Соколо́в (11 мая 1889, Санкт-Петербург — 3 января 1955, Свердловск) — советский архитектор, классик уральского конструктивизма.

## Биография
Родился в Санкт-Петербурге в семье доктора медицины, коллежского асессора.
После обучения в Санкт-Петербургской Ларинской гимназии, которую окончил с оценками «отлично» и «хорошо», он ещё год учится в рисовальном классе художественной школы.
В 1908—1918 учился на строительном отделении Академии художеств, прослушал полный курс, но диплом не успел защитить в связи с событиями Февральской и Октябрьской революций и смертью руководителя мастерской А. Н. Померанцева. Параллельно с учёбой работал под руководством архитекторов на проектировании и строительстве объектов в Петербурге, Царском Селе, Киеве, Юзовке: в 1910 году — помощником в частном бюро архитектора Ф. И. Лидваля участвовал в проектировании и постройке доходного дома графа Толстого на Набережной реки Фонтанки; в 1911—1912 годах — в постройке комплекса домов квартирантов-собственников «Бассейнового товарищества» архитектора Э. Ф. Вирриха в Петербурге; в 1913 году — на постройке киевской женской Ольгинской гимназии архитектора П. Ф. Алёшина; в 1915—1916 годы — на постройке отделения международного банка в Юзовке (Донецке) на Украине. В 1914 году В. Соколов осваивает основы военного строительства, работая у архитектора Е. О. Константиновича на постройке военных казарм в Царском Селе.
В 1918—1921 служил в РККА, где состоял на должности техника «Военлесстроя-9» и занимался «постройкой окопов, тет-де-понов, бараков и на дорожно-мостовых работах».
В 1921—1924 трудился на Украине в строительном отделе «Сахаротреста», где в 1923 году создал свой первый крупный авторский проект «Клуба рабочих сахарных заводов» в городе Тростянце Харьковской губернии.
В 1924 году, «из-за укранизации» (как он записал в своей автобиографии), вернулся в Ленинград, где работал в «Ленинградтекстильтресте». Проектировал отдельные корпуса фабрики «Красная Заря», которая была построена в 1928 году.
С 1926 года в Свердловске: старший архитектор в Уралгипромезе, затем в Уралжилстрое. В 1930 — руководитель по проектированию промышленных и гражданских сооружений. В 1933 — заведующий проектным отделом проектирования ЦПКиО г. Свердловска. В 1934 — руководитель архитектурной мастерской Свердловского облисполкома, где занимался проектированием жилых зданий.
Многие работы выполнены в сотрудничестве с архитекторами И. П. Антоновым и А. М. Тумбасовым.
Известен комплекс зданий в самом центре Екатеринбурга, построенный по проекту архитекторов Ивана Антонова и Вениамина Соколова, который называли «Городок чекистов». Это был целый квартал, построенный по революционным для того времени принципам: одновременно с жилыми домами в проект была заложена система объектов коммунального и бытового назначения, учреждения культуры, медицинского обслуживания и дошкольного воспитания. Интересно, что в домах отсутствовали кухни и ванные комнаты, эти помещения переносились в общественные зоны.
В 1927 году спроектировал 6 крупных цехов Магнитогорского металлургического завода: механический, мартеновский, прокатный, бессемеровский, литейный, здание кузницы и контору мартеновского цеха, а в 1928 году ещё 2 цеха: коксовый и ремонтно-котельный. В последующие годы В. Д. Соколов разработал проекты для других металлургических заводов Большого Урала: в 1929 году — 5 цехов Лысьвенского металлургического завода и 9 цехов, мастерских, здание заводоуправления и пожарное депо Верхне-Уфалейского никелевого завода; в 1930 году 4 крупных цеха Кушвинского металлургического завода, лабораторию и 4 цеха Алапаевского металлургического завода. Им были созданы заводы и для других отраслей народного хозяйства: фармацевтический завод в г. Свердловске (1927 г.) в соавторстве с И. Антоновым и хлебозавод в г. Надеждинске, 1929 г..
Во время Великой Отечественной войны привлечён Наркоматом обороны к реконструкции и проектированию заводов и фабрик, связанных с выпуском военной продукции. В конце 1944 года распределяется в Главуралэнергострой для выполнения работ по строительству первых в стране панельных зданий заводского изготовления.
Последним местом работы В. Д. Соколова перед выходом на пенсию в 1949 г. был свердловский филиал Росстромпроекта.
Умер 3 января 1955 года в Свердловске, в доме, где проживал долгое время, по улице Пушкина, 9. Похоронен в Екатеринбурге.

## Наиболее известные работы в Свердловске[3]
- Городок чекистов (1929—1933)
- Второй дом советов (1930—1932)[8]
- дом кооператива «Сталинец» (1934)
- спортгородок «Динамо» (1931—1934)
- жилой дом «Уралстройкоопхоза» (1934)
- здание Геодезического управления (1931)
- здание учебного комбината на ВИЗе (1932)
- жилой дом аффинажного завода (1934)

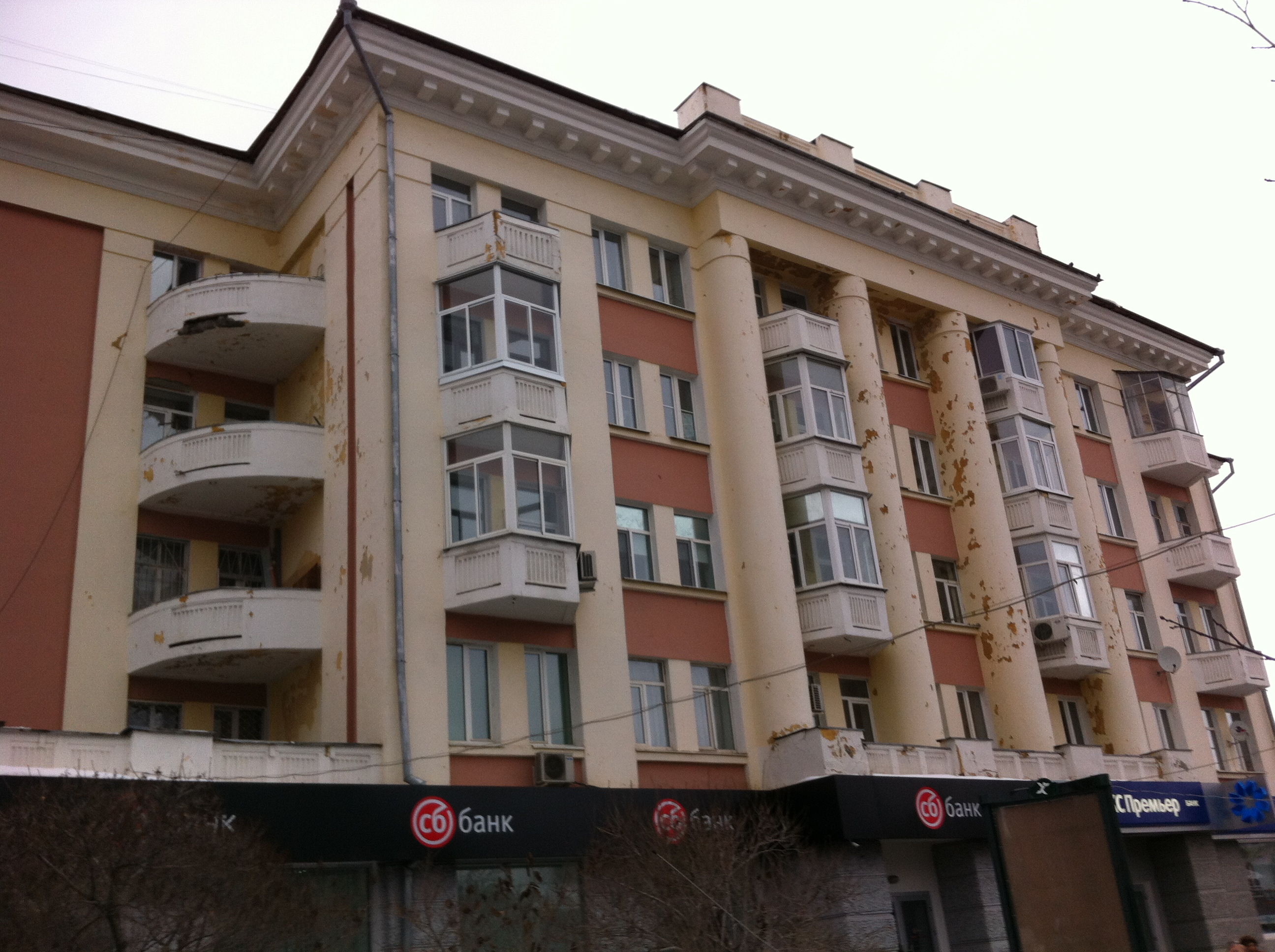
жилой дом аффинажного завода
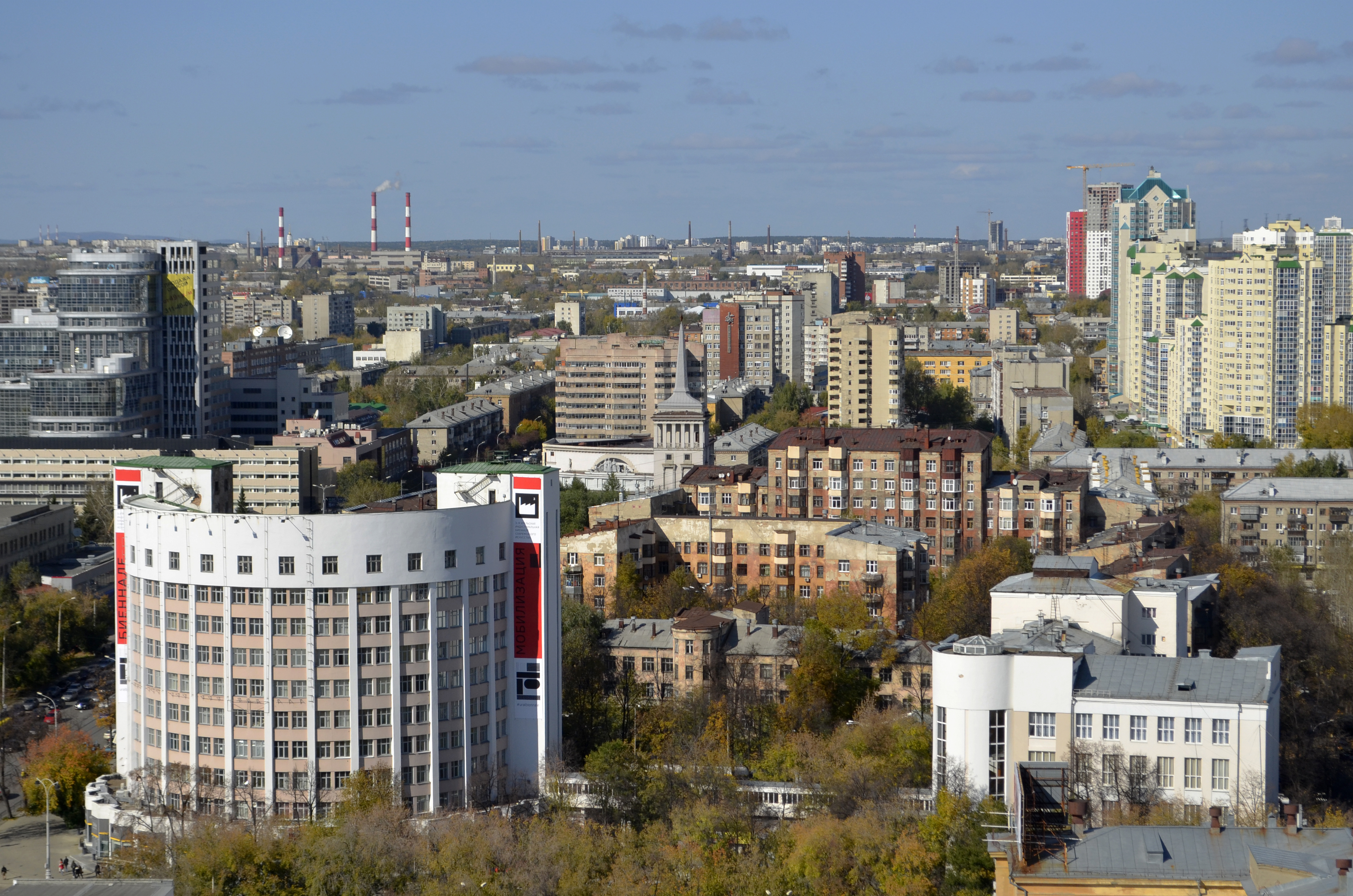
Городок чекистов
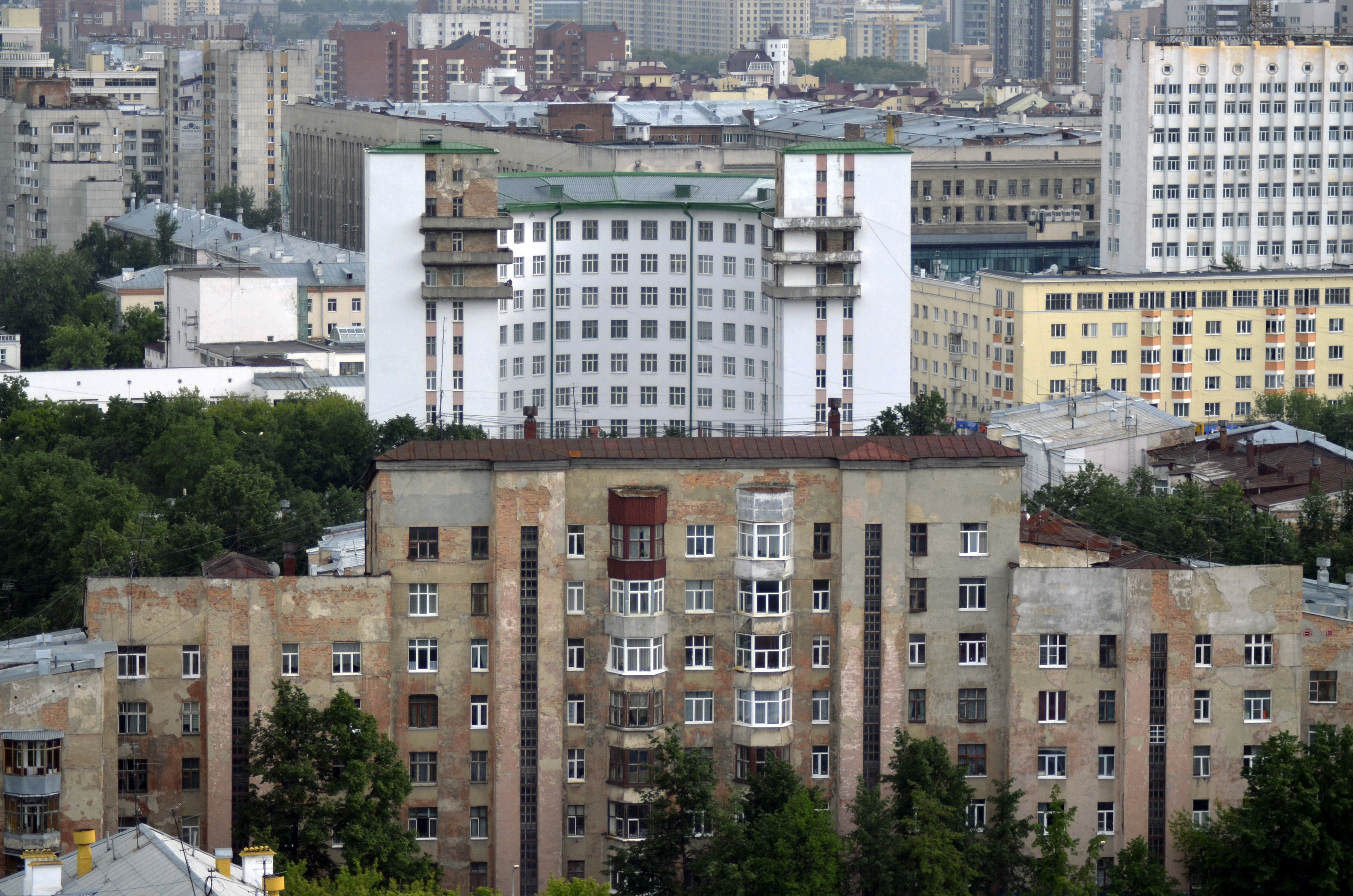
Городок чекистов